# Allotoca meeki
Allotoca meeki, también conocido como tiro de Zirahuén, es una especie de pez endémica del lago de Zirahuén, un pequeño lago de montaña endorreico en el estado de Michoacán, en el centro de México.
El nombre específico honra al ictiólogo estadounidense Seth Eugene Meek (1859-1914), quien escribió la primera revisión de los peces de México.

## Conservación
El tiro de Zirahuén se encuentra en peligro crítico de extinción. La especie tiene un área de distribución reducida, limitada a una sola cuenca lacustre. Dos especies depredadoras no nativas de lobina (Micropterus salmoides y M. punctulatus) fueron introducidas al lago de Zirahuén en 1933, y en la década de 1990 el tiro había sido extirpado del lago.
Una población sobrevivió en el Estanque de Condempas en Opopeo, un pequeño lago en el río El Silencio, afluente del lago de Zirahuén. Las lobinas invadieron el estanque en la década de 2000, y en 2011 ya no se podían encontrar tiros allí. A partir de 2017, algunos pocos tiros han sobrevivido en una desembocadura del lago y en un estanque cercano alimentado por un manantial donde también se encuentran lobinas.